# 415. strelska divizija (ZSSR)
415. strelska divizija (izvirno rusko 415. стрелковая дивизия; kratica 415. SD) je bila strelska divizija Rdeče armade v času druge svetovne vojne.

## Zgodovina
Divizija je bila ustanovljena julija 1941 v Vladivostoku.